# STS-54
STS-54 var en rymdfärjeflygning i det amerikanska rymdfärjeprogrammet. Det var den tredje flygningen med rymdfärjan Endeavour. Den sköts upp från Pad 39B vid Kennedy Space Center i Florida den 13 januari 1993. Efter nästan sex dagar i omloppsbana runt jorden återinträdde rymdfärjan i jordens atmosfär och landade vid Kennedy Space Center.